# Аппель (Франция)
Аппе́ль (фр. Appelle, окс. Apèla) — коммуна во Франции, находится в регионе Юг — Пиренеи. Департамент — Тарн. Входит в состав кантона Пастель. Округ коммуны — Кастр.
Код INSEE коммуны — 81015.

## География

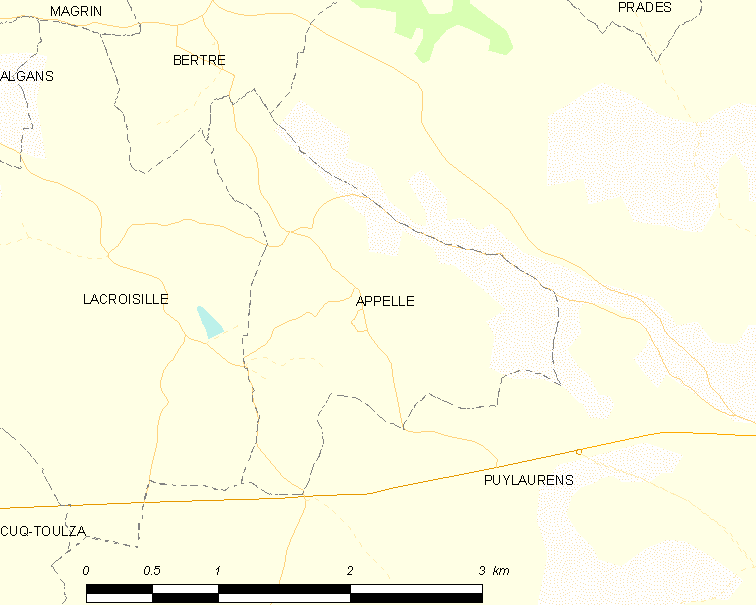
Карта коммуны

Коммуна расположена приблизительно в 590 км к югу от Парижа, в 45 км восточнее Тулузы, в 45 км к югу от Альби.

## Климат
Климат умеренно-океанический. Зима мягкая и дождливая, лето жаркое с частыми грозами. Ветры довольно редки.

## Население
Население коммуны на 2010 год составляло 66 человек.
| 1962 | 1968 | 1975 | 1982 | 1990 | 1999 | 2010 |
| ---- | ---- | ---- | ---- | ---- | ---- | ---- |
| 119  | 97   | 74   | 57   | 54   | 70   | 66   |

## Администрация
| Период | Период | Фамилия           | Партия | Примечания |
| ------ | ------ | ----------------- | ------ | ---------- |
| 2001   | 2014   | Габриэль Оромбель |        |            |
| 2014   | 2020   | Кристоф Пуйан     |        |            |

## Экономика
В 2007 году среди 40 человек в трудоспособном возрасте (15—64 лет) 29 были экономически активными, 11 — неактивными (показатель активности — 72,5 %, в 1999 году было 72,7 %). Из 29 активных работали 27 человек (16 мужчин и 11 женщин), безработных было 2 (0 мужчин и 2 женщины). Среди 11 неактивных 5 человек были учениками или студентами, 1 — пенсионером, 5 были неактивными по другим причинам.